# Crovassa
Le crovassa est un cépage de cuve noir.
Le cépage est un peu cultivé en vallée d'Aoste dans les communes d'Issogne et de Donnas. Les analyses génétiques de José Vouillamoz montrent que le crovassa diffère d'autres cépages de la vallée. Le cépage a été importé probablement du Piemont.[réf. souhaitée]
Le crovassa  fait partie d'une famille de cépages typiques des régions alpines du Valais et de la vallée d'Aoste. Les autres cépages sont le bonda, le completer, le cornalin d'Aoste (ou humagne rouge), le cornalin du Valais, le durize, l'eyholzer, le fumin, le goron de Bovernier, l'himbertscha, l'humagne blanche, le lafnetscha, le mayolet, le ner d'Ala, la petite arvine, le petit-rouge, le planscher, le premetta (ou prié rouge), le prié blanc, le rèze, le roussin, le roussin de Morgex, le vien de Nus et le vuillermin.

## Cycle végétatif
Les valeurs ont été relevées entre 1996 et 1998 dans la commune d'Issogne à une altitude de 450 m NN en exposition nord :
- Débourrement : 16 avril
- Floraison : 13 juin
- Véraison : 21 août
- Maturation : 26 octobre

Synonyme : croassa
Origine : cépage autochtone provenant de la vallée d'Aoste